# 大江水库 (临桂)
大江水库是中国广西壮族自治区桂林市临桂县境内的一座水库，位于漓江支流良丰江上，建于1976年。水库正常库容为2982万立方米，集雨面积为60平方千米，海拔为251米。